# Чернеевичи (Дрогичинский район)
Чернеевичи (бел. Чарнеевічы) — деревня в Дрогичинском районе Брестской области Белоруссии. Входит в состав Хомского сельсовета.

## География
Деревня находится в центральной части Брестской области, на правом берегу реки Ясельды, при автодороге Н-681, на расстоянии приблизительно 16 километров (по прямой) к северу от города Дрогичина, административного центра района. Абсолютная высота — 144 метра над уровнем моря. Площадь населённого пункта — 0,6293 км².

## История
По состоянию на 1905 год, в Черниевичах проживало 420 человек. В административном отношении деревня входила в состав Именинской волости Кобринского уезда Гродненской губернии.
Согласно Рижскому мирному договору (1921), деревня вошла в состав межвоенной Польши. Входила в состав гмины Хомск Дрогичинского повета Полесского воеводства. В 1921 году числилось 403 жителя, проживавших в 81 доме. В этническом составе населения того периода белорусы составляли 98,8 %, евреи — 1,2 %. В конфессиональном составе населения преобладали православные христиане (98,8 %).
С 1939 года в БССР.

## Население
По данным переписи 2019 года, в деревне проживало 32 человека.
| Год  | Население, человек |
| ---- | ------------------ |
| 1905 | 420                |
| 1921 | ↘ 403              |
| 2009 | ↘ 39               |
| 2019 | ↘ 32               |